# El perfume (serie de televisión)
El perfume (título original en alemán: Parfum) es una serie de televisión alemana producida por ZDFneo y estrenada en ese país el 14 de noviembre de 2018. Está inspirada en la novela El perfume de Patrick Süskind y en la película del mismo nombre de 2006. Los derechos internacionales de la serie fueron adquiridos por Netflix, estrenándose en esa plataforma el 21 de diciembre de 2018.

## Sinopsis
El cadáver de una mujer es encontrado en una lujosa residencia en la región del Bajo Rin con algunas partes del cuerpo removidas. Los investigadores Nadja Simon y Matthias Köhler y el fiscal Grünberg, con quien Nadja tiene un romance, se encuentran con cinco exalumnos de escuelas fronterizas que conocen a la víctima de sus días escolares y experimentaron con aromas humanos en ese entonces, inspirados en la novela El perfume. Además, el caso no resuelto de un chico desaparecido parece tener relación con el primer asesinato. Cuando se encuentra su cuerpo, tiene las mismas mutilaciones que la primera víctima. Incluso una prostituta es asesinada y presenta similares cortes. Mientras tanto, Nadja se entera de que está embarazada de Grünberg. Él no está listo para dejar a su esposa y le pide a Nadja que aborte. Cuando ella se niega, él termina la relación.

## Reparto
- Friederike Becht – Nadja Simon
- Juergen Maurer – Matthias Köhler
- Wotan Wilke Möhring –  Grünberg
- August Diehl – Moritz de Vries
- Christian Friedel – Daniel "Zahnlos" Sluiter
- Ken Duken – Roman Seliger
- Natalia Belitski – Elena Seliger
- Marc Hosemann – Jens Brettschneider